# Simpatria

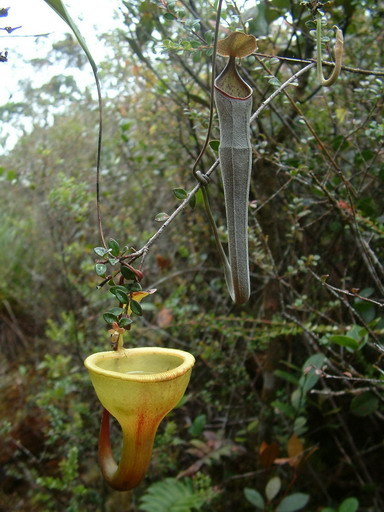
Dues espècies simpàtriques, Nepenthes jamban (esquerra) i Nepenthes lingulata (dreta), en un bosc de Sumatra.

En biologia, dues espècies o poblacions es diu que són simpàtriques quan viuen en la mateixa àrea geogràfica o en àrees que se superposen i són capaços de trobar-se entre elles. Això contrasta amb les formes d'interacció parapàtriques, que tenen àrees de distribució adjacents però no se superposen, i les al·lopàtriques, que tenen àrees de distribució separades. Quan espècies estretament relacionades, però diferents, són simpàtriques, això pot indicar que s'ha produït una especiació simpàtrica, una controvertida forma d'especiació en la qual una població es divideix en dues simpàtriques, inicialment espècies mestisses.